# Daubenya
Genre
Synonymes
- Amphisiphon W.F. Barker[2]
- Androsiphon Schltr.[2]
- Neobakeria Schltr.[2]

Daubenya est un genre de plantes monocotylédones, à bulbes, de la famille des Asparagacées, originaires d'Afrique du Sud. 

## Caractéristiques

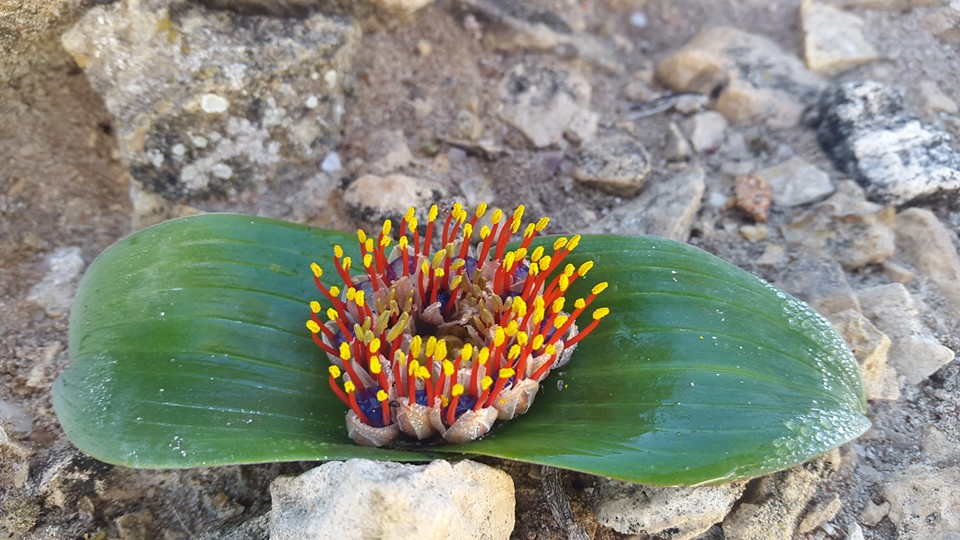
Daubenya zeyheri

Ce sont des plantes à bulbes d'Afrique du Sud qui poussent presque au ras du sol quand les conditions climatiques sont favorables, en ne développant que deux feuilles, au milieu desquelles s'épanouit une inflorescence en grappe compacte.

## Classification
Ce genre a été décrit en 1836 par le botaniste britannique John Lindley (1799-1865). Le nom générique, Daubenya, est un hommage au botaniste, géologue et chimiste britannique Charles Daubeny (1795-1867) qui cultivait l'espèce au jardin botanique de l'université d'Oxford.
Le type nomenclatural est de l'espèce Daubenya aurea Lindl..  
En classification phylogénétique APG III (2009), la famille des Hyacinthaceae n'est plus reconnue et ses espèces sont classées parmi les Asparagaceae, ou bien dans la sous-famille des Scilloideae.
En 2003, en plus de Daubenya aurea, une révision de la classification d'après une étude moléculaire des Hyacinthaceae d'Afrique sub-saharienne a conduit à recombiner dans ce genre des espèces d'Androsiphon, Amphisiphon, Polyxena, Massonia ou Neobakeria.
En classification phylogénétique APG (1998) ce genre est assigné à la famille des Hyacinthaceae, mais en classification phylogénétique APG II (2003) celle-ci est optionnelle, au profit des Asparagacées. 
En classification classique de Cronquist (1981), les espèces étaient placées dans les Liliaceae.

### Liste d'espèces
Selon World Checklist of Selected Plant Families (WCSP) (15 avril 2019), The Plant List (15 avril 2019), BioLib (15 avril 2019), et Catalogue of Life (15 avril 2019) :
- Daubenya alba A.M. van der Merwe
- Daubenya aurea Lindl.
- Daubenya capensis (Schltr.) A.M. van der Merwe & J.C. Manning
- Daubenya comata (Burch. ex Baker) J.C. Manning & A.M. van der Merwe
- Daubenya marginata (Willd. ex Kunth) J.C. Manning & A.M. van der Merwe
- Daubenya namaquensis (Schltr.) J.C. Manning & Goldblatt
- Daubenya stylosa (W.H. Baker) A.M. van der Merwe & J.C. Manning
- Daubenya zeyheri (Kunth) J.C. Manning & A.M. van der Merwe

Selon Tropicos (15 avril 2019) (Attention liste brute contenant possiblement des synonymes) :
- Daubenya alba A. van der Merwe
- Daubenya angustifolia (L. f.) A. van der Merwe & J.C. Manning — cf. Massonia echinata L.f.
- Daubenya aurea Lindl.
- Daubenya capensis (Schltr.) A. van der Merwe & J.C. Manning
- Daubenya coccinea Harv. ex Baker — cf. Daubenya aurea Lindl.
- Daubenya comata (Burch. ex Baker) J.C. Manning & A. van der Merwe
- Daubenya fulva Lindl. — cf. Daubenya aurea Lindl.
- Daubenya marginata (Willd. ex Kunth) J.C. Manning & A. van der Merwe
- Daubenya namaquensis (Schltr.) J.C. Manning & Goldblatt
- Daubenya stylosa (W.F. Barker) A. van der Merwe & J.C. Manning
- Daubenya zeyheri (Kunth) J.C. Manning & A. van der Merwe